# Seznam izraelskih plavalcev
Seznam izraelskih plavalcev.

## A
- Vadim Alekseyev
- Ora Anlen
- Oren Azrad

## B
- Guy Barnea
- Nimrod Shapira Bar-Or
- Tom Be'eri
- Adi Bichman
- Vered Borochovski
- Yoav Bruck
- Nahum Buch

## C
- Itai Chammah

## E
- Michal Escapa

## F
- Tomer Frankel

## G
- Imri Ganiel
- Daria Golovati
- Anastasia Gorbenko
- Anna Gostomelsky
- Eran Groumi

## H
- Erel Halevi
- Michael Halika

## I
- Amit Ivry

## K
- Ziv Kalontarov
- Yohan Kende
- Yoram Kochavy
- Jonatan Kopelev
- Amnon Krauz
- Dan Kutler

## L
- Keren Leibovitch
- Denis Loktev
- Itzhak Luria

## M
- Alon Mandel
- Alexei Manziola
- Yoav Meiri
- Andrea Murez

## N
- Gal Nevo
- Shlomit Nir

## P
- Inbal Pezaro
- Kristian Pitschugin
- Adi Prag

## R
- Keren Regal
- Shoshana Ribner
- Hadar Rubinstein

## S
- Zohar Shikler
- Joram Shnider
- Keren Siebner
- Eyal Stigman
- Tal Stricker

## T
- Timea Toth
- Yakov Toumarkin

## U
- Eithan Urbach